# Carsten Kemmling
Carsten Kemmling (* 18. August 1965 in Duisburg) ist ein deutscher Segelsportler und Journalist.

## Leben
Carsten Kemmling wuchs mit seinem zweieinhalb Jahre jüngeren Bruder Kai als Sohn eines Feuerwehrmannes und einer gelernten Friseurin in Duisburg-Buchholz auf. Er besuchte das Reinhard-und-Max-Mannesmann-Gymnasium in Duisburg und erlangte 1984 das Abitur.
Das Segeln bestimmte das weitere Leben. Nach der Schulzeit absolvierte er den Wehrdienst im Norden Deutschlands und trieb gleichzeitig seine Segelkarriere voran. Unterstützt wurde er dabei auch von der Sportfördergruppe, die ihm 1985 die Teilnahme an der Militärweltmeisterschaft in Rio de Janeiro ermöglichte. Zusammen mit Steuermann Joachim Hellmich gewann er als Vorschoter in der Bootsklasse Snipe den WM-Titel.
Seine berufliche Karriere begann Kemmling in Hamburg. Nach Ende des Wehrdienstes begann er ein zweijähriges Volontariat bei der Segelzeitschrift Yacht. Daran knüpfte er ein Sportstudium mit Schwerpunkt Journalistik an. Das Studium beendete er als Diplom-Sportwissenschaftler. Einige Monate später ermöglichte ihm die Yacht eine Festanstellung. Zehn Jahre lang arbeitete er als Journalist für das Magazin, bevor er sich 2009 mit seiner Website Segelreporter.com selbstständig machte.
1996 heiratete Kemmling seine langjährige Freundin Annette (geborene Schöler), die seit Kindheitstagen die Segelbegeisterung am Duisburger Segelclub mit ihm teilte. 1997 wurde ihr erster Sohn Finn geboren. 1999 folgte der zweite Sohn Lasse.
Neben dem Wettkampfsegeln wurde das alljährliche Fahrtensegeln mit der Familie zum festen Bestandteil seines Lebens. Die vielen Segeltörns porträtierte er in seinen Reportagen für die Yacht und in seinem Online-Portal.

## Segelkarriere
Im Alter von vier Jahren begann Carsten Kemmling am Duisburger Segelclub zu segeln. Mit sechs Jahren segelte er seine ersten Wettkämpfe im Optimist. Von seinem Vater trainiert, erreichte er 1979 den dritten Platz bei der deutschen Meisterschaft im Optimist und wurde Zweiter der nationalen Jahresrangliste.
Im Duo mit seinem Bruder Kai führte Kemmling seine Segelkarriere im 420er fort. Dabei schafften die beiden einen zweiten und einen dritten Platz bei den deutschen Jugendmeisterschaften.
Die ersten internationalen Erfolge feierte Kemmling im Laser. 1987 gelang der Durchbruch. Er wurde Vize-Europameister in Lido di Classe, Italien, führte die Laser-Ranglisten an und schaffte den Sprung in den C-Kader des DOSB.
Nach zwei Jahren im Kader entschied sich Kemmling, die Teilnahme an den Olympischen Spielen als sein neues Ziel auszuschreiben. Da der Laser damals noch nicht bei den Spielen vertreten war, suchte er nach einer olympischen Bootsklasse. Die fand er, zusammen mit seinem langjährigen Freund und Laser-Konkurrenten Andreas Willim, im Flying Dutchman. Die beiden starteten eine vierjährige Olympiakampagne unter der Flagge des Düsseldorfer Yachtclubs. 1989 wurden sie Deutsche Meister, 1990 Dritte bei der EM in Santander, Spanien, und im Olympiajahr 1992 belegten sie Platz vier bei der WM in Tauranga, Neuseeland. Im Kampf um den einzigen deutschen Platz für die Olympischen Spiele mussten sie sich jedoch als zweitplatziertes Team geschlagen geben.
Der Flying Dutchman wurde kurz darauf aus dem olympischen Programm gestrichen, der Laser übernahm den Platz. Kemmling wechselte zurück in seine alte Bootsklasse mit dem Ziel, zu den Olympischen Spielen 1996 zu fahren. In einem Kopf-an-Kopf-Rennen bei der Weltmeisterschaft 1996 in Simon’s Town, Südafrika verpasste er jedoch mit seinem siebten Rang erneut als zweitbester Deutscher den Startplatz bei den Olympischen Spielen.
Da die Arbeit als Journalist und das Familienleben den Leistungssport einschränkten, wandte sich Kemmling dem Match Race zu. Über zehn Jahren lang hielt er sich in der nationalen Spitzengruppe. Vier deutsche Meisterschaftstitel 2001, 2003, 2006 und 2013 stehen Kemmling im Match Race zu Buche.
Mit dem Aufkommen der J-70-Bootsklasse fing Kemmling an, sich einer neuen Herausforderung zu stellen. Die deutsche Segel-Bundesliga nutzte die J-70 für ihre Regatten und Kemmling schloss sich dem Norddeutschen Regattaverein an. 2013, 2014 und 2017 gewann er mit seinen Teammitgliedern die Segel-Bundesliga. Mit seinem aktuellen Team vom Wassersportverein Hemelingen wurde er 2019 Vize-Meister.
Zusätzlich gewann Kemmling viermal die Meisterschaft der Meister.

## Erwähnenswertes
Kemmling lief den Hamburg-Marathon 2019 in einer Zeit von 3:50:22 h.
2007 wirkte er als ARD-Experte und Co-Kommentator beim America’s Cup in Valencia mit.
Als deutscher Korrespondent der Segelzeitschrift Yacht berichtete Kemmling vor Ort von den Olympischen Spielen 2000 in Sydney und 2004 in Athen.
Er übersetzte Das ultimative Opti-Buch von Alan Williams aus dem Englischen ins Deutsche.